# Teagan Croft
Teagan Croft (ur. 23 kwietnia 2004 w Sydney) – australijska aktorka. Rozpoznawalność zdobyła, wcielając się w rolę Rachel Roth w serialu Titans. Wcieliła się także w tytułową postać w filmie The Osiris Child.

## Życiorys
Kariera Croft rozpoczęła się od roli Scout Finch w teatralnej adaptacji Zabić drozda. Miała wtedy dziewięć lat. Zwróciła wtedy wystarczającą uwagę, by zdobyć główną rolę w filmie The Osiris Child z 2016. W tym samym roku zdobyła rolę Belli Loneragan w Zatoce serc. W sierpniu 2017 została obsadzona w serialu Titans jako Raven. Produkcja miała swoją premierę 12 października 2018.

## Życie prywatne
Ma dwie siostry. Pisze własne piosenki i jest zapaloną czytelniczką książek. W 2016 przeprowadziła się do Chicago. Jest siostrzenicą aktorek Penny McNamee i Jessiki McNamee.

## Filmografia
| Rok       | Tytuł                    | Rola             | Komentarz         |
| --------- | ------------------------ | ---------------- | ----------------- |
| 2016      | Zatoka serc              | Bella Loneragan  | rola drugoplanowa |
| 2016      | The Osiris Child         | Indi Sommerville |                   |
| 2018–2023 | Titans                   | Rachel Roth      | główna rola       |
| 2023      | Siła ducha (True Spirit) | Jessica Watson   | główna rola       |

## Teatr
| Rok  | Tytuł        | Rola        |
| ---- | ------------ | ----------- |
| 2014 | Zabić drozda | Scout Finch |